# Contea di Luqu
La contea di Luqu (碌曲县S, Lùqū XiànP) è una contea della Cina, situata nella provincia del Gansu e amministrata dalla prefettura autonoma tibetana di Gannan.